# Вулиця Коцюбинського (Мелітополь)
Вулиця Коцюбинського — вулиця в Мелітополі на Червоній Гірці. Йде від вулиці Олександра Довженка до вулиці Гоголя.

## Назва
Вулиця названа на честь українського письменника Михайла Коцюбинського.

## Історія
Вулиця згадується 1923 року як вулиця Троцького.
17 червня 1929 року була перейменована на вулицю Коцюбинського.